# 玉扎寧波
玉扎寧波（藏語：གཡུ་སྒྲ་སྙིང་པོ་，威利转写：g.yu sgra snying po，藏语拼音：Gyalmo Yudra Nyingpo），又譯作宇札寧波、玉札寧步，出生於西藏東部甲摩嚓瓦絨（即嘉絨）多雪爾土司家中。列名於藏王赤松德贊時期著名的一百零八名譯師之列，是大譯師白若雜納的上首弟子和傳承持有者。以非凡的大圓滿證悟境成就虹光身，是西藏大圓滿見修行者心部和界部法門最偉大的大師之一。

## 經教學習
大譯師白若雜納是大圓滿心、界二部的持教者，得到蓮花生大師和藏王赤松德贊親自教授指導，可是白若雜納因為政治問題，不得不暫時被藏王赤松德贊流放到嘉絨。這個時候，玉扎寧波得到白若雜納的攝化，在扎拉貢波寺依止門下，成為其首席心傳弟子。其後白若雜納得到藏王牟尼贊普的迎請回到朝廷。
玉扎寧波其後來到前藏，跟隨蓮花生大師學習，受到蓮花生大師傳授《竅訣見地寶鬘》（《秘訣見鬘》）、金剛手密修教法集要、口耳傳承秘密修法、特別密修口授、口耳傳承之深密無死長壽修法，在秦浦的禪定洞中修行，得到了現量親證的口訣教授，是蓮師中成就證德極高的弟子之一。他的成就卓越，可以示現化為黃金金剛杵等神通變化。

## 二十五大王臣
蓮花生大師受藏王赤松德贊的邀請前來藏地，為當地佛教開拓作出了巨大貢獻，由於其聖蹟無數，功德無量，歷來被視作第二佛，具有與釋迦牟尼佛無二無別的功德聖量。由於藏地當時仍舊充斥許多外道思想，苯教思想也相當興盛，因緣匯聚之下，許多聖德高僧一一來到藏地，他們在蓮師身旁，協助蓮花生大師進行譯經校論、降魔伏妖，將佛法的精髓弘傳開來，蓮師的弟子眾多，當中最具知名度的便是「二十五王臣」，玉扎寧波尊者為其中之一。

## 經幻心三部傳承
從蓮花生大師起，續經無垢友論師（畢瑪拉米札）、白若雜納、玉扎寧波等，聚集了寧瑪派的四大正法河流傳承，其中包括了：普通經部河流傳承的注釋和總義、耳傳訣竅河流傳承的勝跡志和實踐法、加持灌頂河流傳承的傳授灌頂方法介紹、事業實施河流傳承的護法及其猛咒。據說無垢友無垢友和玉扎寧波尊者進行嚴謹的對照，花了十年翻譯大圓滿心部十八續中的後面十三續等經函。玉扎寧波也影響了涅•嘉那古瑪（智童尊者）在大圓滿法的修習。